# Antonino Papalia
Antonino Papalia (Polistena, 9 novembre 1924 – Padova, 9 aprile 1985) è stato un politico italiano.

## Biografia
Impiegato, membro del Partito Comunista Italiano. Viene eletto al Senato della Repubblica alle elezioni del 1979, venendo confermato anche nel 1983. Muore all'età di 60 anni il 9 aprile 1985, da senatore in carica, venendo sostituito a Palazzo Madama da Lionello Puppi.